# Terraferma

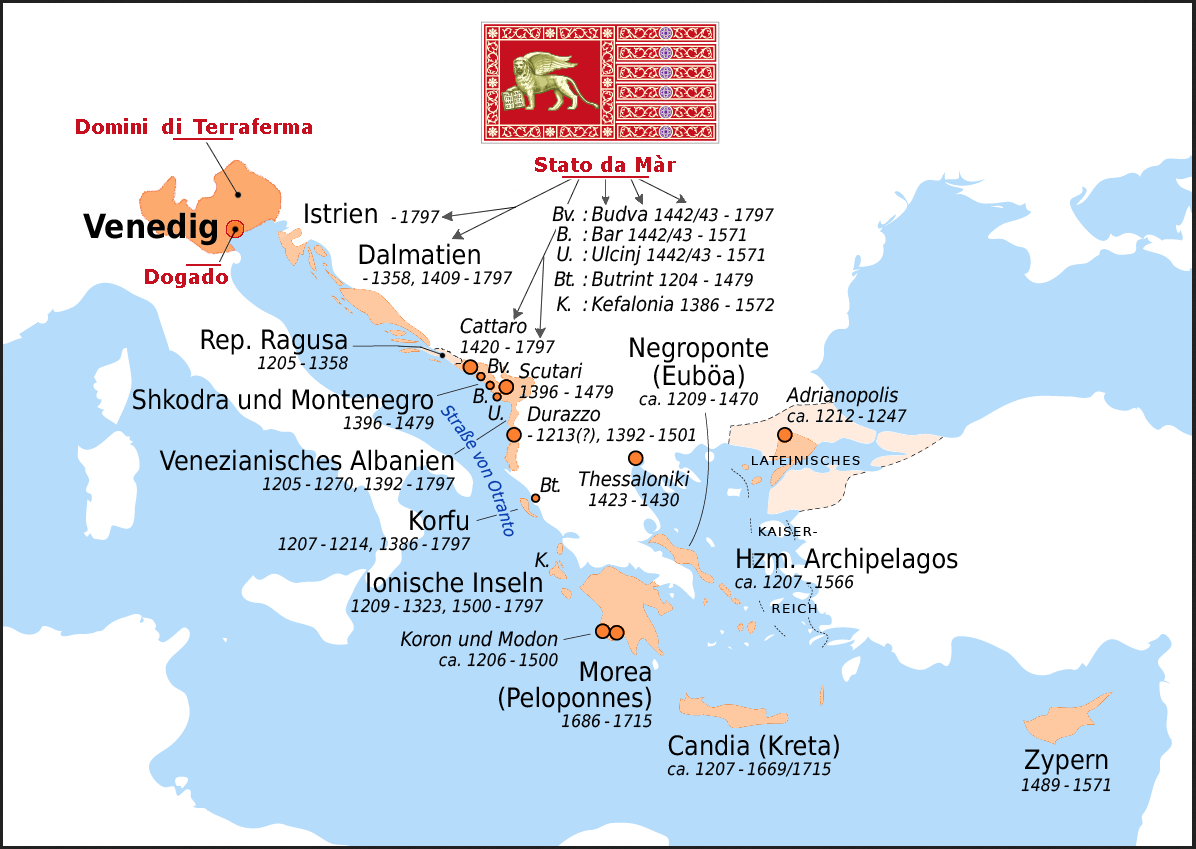
Die Republik Venedig mit dem Dogado, der Terraferma und Teilen des Stato da Mar, 1560.

Terra ferma (ital. Festland) oder amtlich Domini di Terraferma ist die Bezeichnung der Gebiete im östlichen Oberitalien, die von der Republik Venedig seit dem 15. Jahrhundert untertänig gemacht worden waren.
Zusammen mit dem Dogado (Bereich der Stadt Venedig und Küstenstreifen von Loreo und Grado bis Chioggia) sowie dem Stato da Mar (Mittelmeerbesitzungen der Republik) bildete die Terraferma (auch Stato da Terra genannt) die Gesamtheit des Staates Venedig.
Die venezianische Terraferma-Politik wird gewöhnlich mit der Eroberung von Mestre 1337 und von Treviso und Bassano del Grappa 1339 angesetzt, speziell aber mit der Regierungszeit des Dogen Michele Steno etwa ab 1400 und seiner Nachfolger verbunden. Sie diente dazu, die Fernhandelsinteressen und die Ernährung zu sichern, war aber insbesondere unter den Dogen Tommaso Mocenigo und Francesco Foscari umstritten, die sie aber beide sehr forciert fortsetzten. „Beide hatten recht, Foscari und Mocenigo: die Serenissima wäre gestorben, wenn ihr Handel im Mittelmeer von besser gerüsteten Konkurrenten geschlagen und abgewertet worden wäre, aber sie konnte auch nicht zulassen, daß das Hinterland großen Abenteurern wie den Scaligern, den Carraresi und den Visconti, den Herzögen von Mailand, preisgegeben würde.“

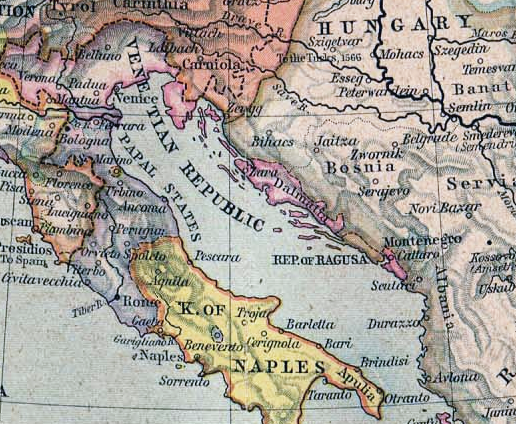
Rosafarb: Republik Venedig um 1560.

1433 konnte Venedig in einem Vertrag mit Kaiser Sigismund von Luxemburg die Terraferma und Dalmatien als seinen Besitz fixieren. 1437 wurde die Eroberung der Terraferma durch den Kaiser anerkannt: Am 16. August 1437 empfing Marco Dandolo für Venedig in Prag die Terraferma als Reichslehen. Dabei wurde ausdrücklich darauf hingewiesen, dass dieses Reichslehen nicht den Dogado betrifft, denn dieser gehörte nicht zum Reich des westlichen Kaisers.
In dem 1454 geschlossenen Frieden von Lodi hatte sich Venedig die oberitalienischen Gebiete mit Mailand geteilt: das venezianische Einflussgebiet reichte nun bis zum Fluss Adda und umfasste Städte wie Brescia und Bergamo, war allerdings weiterhin durchsetzt von einer Reihe kleiner Territorialherrschaften. Nach dem Tumult, in dem sich die Pax Italiae 1494 nach der Eroberung Mailands durch Karl VIII. auflöste, wurde Venedig die wichtigste, aber auch die unberechenbarste Macht im italienischen Staatengefüge.
Der römisch-deutsche König Maximilian wollte das Reichs- und Hausgut in Istrien und Friaul sowie Verona, Vicenza und Padua zurückgewinnen.
Mit dem Aufmarsch des schwachen kaiserlichen Heeres an den Grenzen begann der große Venezianer Krieg (1508–16), einer der verwirrendsten, die je geführt wurden. Die Bündnisse wechselten wie Laufbilder, und keine Macht durfte der anderen trauen. Für Maximilian begann es mit Landverlusten und Rückzügen.
Den Venezianern sollten ihre unrechtmäßigen Eroberungen wieder abgenommen werden. Obwohl vom Reich völlig im Stich gelassen – der Reichstag von Worms (April–Juni 1509) bewilligte nicht einen einzigen Landsknecht –, konnte er dank der französischen Waffenhilfe Verona, Triest, Görz und vorübergehend sogar Padua besetzen.
Um seine militärische Schwäche auszugleichen, verband Maximilian sich in rascher Wendung mit Frankreich und schloss mit Papst Julius II., König Ludwig XII., Heinrich VII. von England und Ferdinand II. von Aragonien die Liga von Cambrai ( 10. Dezember 1508), die sich angeblich gegen die Türken, tatsächlich aber gegen Venedig richtete: Man wollte „die Fische in das Meer zurückwerfen“.
Schicksalsdatum war die Niederlage der Serenissima gegen die in der Liga von Cambrai zusammengeschlossenen europäischen Mächte bei Agnadello am 14. Mai 1509, bei der Venedig alle seine Festlandsbesitzungen einbüßte.
Im nächsten Jahr schon revanchierte sich die Markusrepublik jedoch mit einem Sieg über Kaiser Maximilian I. in der Nähe von Padua und paktierte in den kommenden Jahren erfolgreich sowohl mit den Franzosen wie mit dem Papst. Im Frieden von Noyon (1516) und im Vertrag von Brüssel (1516) erhielt es schließlich fast alle seine Festlandbesitzungen zurück.
Der spätere Kaiser Karl V. verzichtete am 29. Juli 1523 im kaiserlich-venezianischen Vertrag  ausdrücklich auf alle Rechte eines Lehnsherren über die Terraferma. Zum Zeitpunkt ihrer größten Ausdehnung umfasste die Terraferma das Veneto, das Friaul und Teile der Lombardei vom Po bis zur Etsch, dem südlichen Alpenrand und die Julischen Alpen.
Es waren zumeist die einheimischen Fürsten, die die Venezianer nicht als Herren akzeptieren wollten, ganz im Gegensatz zu deren Untertanen. Venedig ließ aber die vorhandenen Strukturen in der Terraferma bestehen, schickte meist nur einige Oberaufseher, Richter und Revisoren und forderte natürlich Steuern ein. Der einheimische Adel in der Terraferma wurde durch Provveditori sopra feudi (Aufseher über die Feudalherren bzw. Feudalherrschaften) überwacht.
Berichte, wonach die energisch betriebene Erweiterung der Terraferma durch den Dogen Francesco Foscari auf Kosten der Stärke und Schlagkraft der Flotte einhergegangen sei und so der allmähliche Verfall der venezianischen Vorherrschaft im östlichen Mittelmeer eingesetzt habe, sind umstritten. Seit der Renaissance investierten venezianische Nobili zunehmend in die Landwirtschaft der Terraferma, ließen sich dort prächtige Landsitze errichten und verbrachten dort die Sommerzeit. Das wird gemeinhin als ein Ausdruck der Dekadenz und des wirtschaftlichen Niedergangs Venedigs gewertet.
Die Republik verstand es ab dem 16. Jahrhundert, ihre wirtschaftliche Basis, den Fernhandel, durch landwirtschaftliche Produktion zu ergänzen. “Mit der Eroberung seiner Terra Ferma entwickelte sich Venedig zu einer großen Agrarmacht. Nach dem 16. Jahrhundert und v. a. nach der Krise des 17. Jahrhunderts stiegen die Patrizier aus dem Handel aus und warfen sich mit ihrem ganzen Gewicht und ihrem ganzen Reichtum auf die Landwirtschaft.”
Die fruchtbare Terraferma weckte immer wieder Begehrlichkeiten Frankreichs und der Habsburger. Namentlich von Seiten der Habsburgermonarchie gab es immer wieder Pläne, sich die Terraferma anzueignen oder zwischen sich und Frankreich aufzuteilen. Schließlich sicherte Napoleon Bonaparte im streng geheimen Zusatzartikel zum Vorfrieden von Leoben am 18. April 1797 zu, Frankreich werde venezianische Territorien „rechtlich einwandfrei“ an Österreich abtreten. Zu dieser „Länderspende“ erhielt Österreich schließlich noch 1798 Venedig selbst.
Nach der Auflösung der Republik besaß Venedig außer dem Stadtgebiet nur noch den Küstenstreifen südwestlich von Jesolo, die Insel Cavallino mit den kleinen Orten Cavallino und Treporti. Erst im 20. Jahrhundert konnte Venedig seine Stadtgrenzen mit der Eingemeindung von Marghera 1917 wieder auf die Terraferma ausdehnen. 1926 wurden die Stadtgebiete auf dem Festland mit den Eingemeindungen von Chirignago, Favaro Veneto, Mestre und Zelarino weiter vergrößert.